# Daniel Tammet

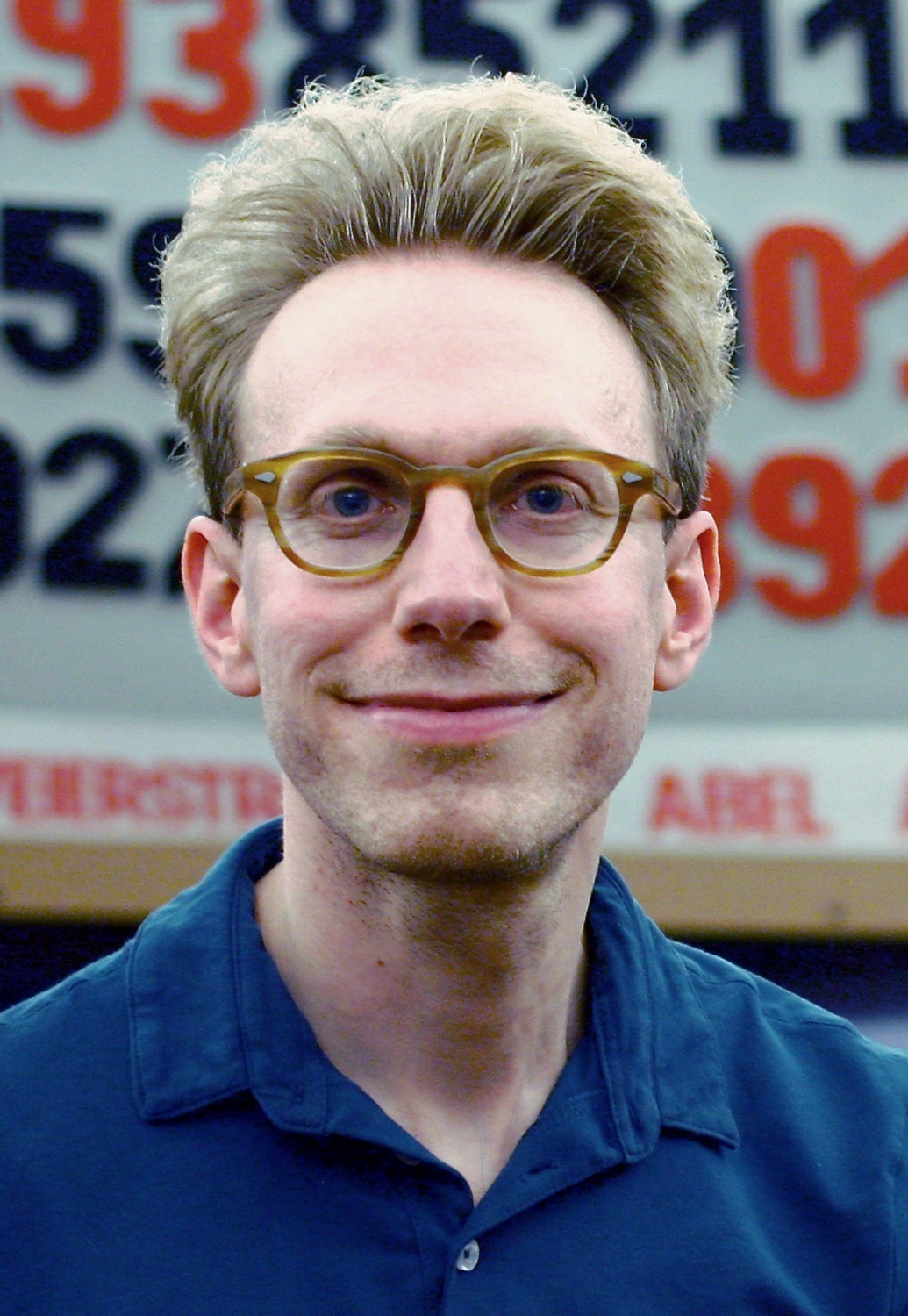
Daniel Tammet im Palais de la découverte, Paris (2018)

Daniel Paul Tammet (* 31. Januar 1979 in London) ist ein britischer „Savant“, also eine Person mit einer sogenannten Inselbegabung als Rechenkünstler. Er hat die Fähigkeit, mathematische Probleme und Rechnungen außerordentlich schnell zu lösen und die Ergebnisse auf bis zu hundert Nachkommastellen wiederzugeben. Außerdem hat er in einem Test gezeigt, dass er eine ihm bis dahin unvertraute Sprache – Isländisch – innerhalb einer Woche erlernen konnte.

## Leben
Daniel Tammet, der als Daniel Paul Corney 1979 in London geboren wurde, ist eines von neun Kindern. Er ist einer der wenigen Savants, die nicht von Geburt an ihre Fähigkeiten besaßen, ein sogenannter Acquired Savant. Tammet erlitt im Alter von drei Jahren einen schweren epileptischen Anfall. Dieser Anfall veränderte ihn dauerhaft. Er begann Mathematikbücher zu lesen und Pflanzenmuster zu studieren. Er schafft es, schwierige Rechenaufgaben kopfrechnend zu lösen und hat für die 2005 produzierte TV-Dokumentation The Boy With the Incredible Brain innerhalb einer Woche die isländische Sprache so weit erlernt, dass er in ihr ein Fernsehinterview geben konnte. Beim internationalen Pi-Treffen 2004 stellte er einen neuen Europarekord auf, als er innerhalb von fünf Stunden bei einem Gedächtniswettbewerb 22.514 Nachkommastellen der Kreiszahl Pi referierte. So wie die meisten Savants nur in einem Bereich Außergewöhnliches leisten und dafür manches Alltägliche überhaupt nicht können, hat Tammet beispielsweise Schwierigkeiten, links und rechts zu unterscheiden.
Ungefähr die Hälfte der Savants sind Autisten; und auch Tammet hat nach eigenen Angaben das Asperger-Syndrom. Für Wissenschaftler besonders interessant ist, dass Tammet, anders als die meisten anderen Autisten, genau berichten kann, was in seiner Vorstellung vorgeht, während er beispielsweise rechnet. So berichtet er, dass zum Beispiel bei der Multiplikation zweier Zahlen diese sich als zwei Symbole darstellen, die sich zu einem neuen Symbol vereinigen – dem Ergebnis. In seinem Geist hat jede Zahl bis zur 10.000 nach seinen Angaben ihr eigenes Erscheinungsbild. Er hat sein visuelles Bild der Zahl 289 als besonders hässlich beschrieben, 333 als besonders attraktiv und die Kreiszahl Pi als wunderschön.
Tammet beherrscht die Sprachen Englisch (Muttersprache), Französisch, Finnisch, Estnisch, Spanisch, Deutsch, Litauisch, Esperanto, Rumänisch, Walisisch und Isländisch. Zudem hat er auch eine Sprache namens Mänti entworfen, deren Grammatik dem Finnischen und Estnischen ähnelt. Der Name „Mänti“ stammt vom finnischen mänty, was „Kiefer“ bedeutet. Da Kiefern immer zusammen vorkommen, erinnern Tammet diese Bäume an eine Gemeinschaft.
In New York lernte Tammet seinen Lebenspartner, den ein Jahr jüngeren südfranzösischen Fotografen Jérôme Tabet, kennen. Daniel Tammet lebt in Paris.

## Kritik
Der amerikanische Wissenschaftsjournalist Joshua Foer kritisiert in seinem Bestseller-Buch Moonwalking with Einstein Tammet heftig und vermutet, dass Tammets Leistung allein auf das Training von Gedächtnistechniken zurückgeht. Unter anderem berichtet Foer, dass Tammet in Interviews und seinen Büchern Details zu seinen Gedächtnisleistungen verschweigt, die nicht zu seiner Darstellung als Savant passen. So behauptet Tammet in der TV-Dokumentation Brainman, wegen seines Autismus könne er sich keine Namen merken. Im Jahr 2000 hatte er jedoch unter seinem Geburtsnamen Daniel Corney an der Weltmeisterschaft im Gedächtnissport teilgenommen und dabei sogar die Disziplin „Namen und Gesichter merken“ gewonnen. Damals schrieb er noch auf seiner Webseite, dass er seine Leistungen Mnemotechniken zu verdanken hat, und vertrieb ein E-Book dazu. Erst als er in seiner Außendarstellung sein Savant-Syndrom betonte, löschte er diese Passagen von seiner Webseite, wie sich mittels Webarchiven noch nachweisen lässt.